# Лоусон, Джон (исследователь)
Джон Лоусон (англ. John Lawson; 27 декабря 1674 — 16 сентября 1711) — английский первопроходец, писатель и натуралист. Он сыграл важную роль в исследовании внутренних районов современных американских штатов Северная Каролина, Южная Каролина и Джорджия, опубликовав книги о своей экспедиции. Лоусон принял участие в основании двух поселений в провинции Каролина: Бат и Нью-Берн, оба расположены в регионе Внутренние отмели. Он был захвачен в плен, а затем убит индейцами из племени тускарора.

## Биография

### Ранние годы
Джон Лоусон родился в Англии. О его ранней жизни достоверно известно немного. Он, по-видимому, был единственным сыном доктора Джона Лоусона (1632—ок.1690) и Изабеллы Лав (ок.1643—ок.1680). Оба его родителя проживали в Лондоне. Отец был прихожанином церкви Святого Беннета на Грейсчерч-стрит в Лондоне, а мать — прихожанкой церкви Святого Андрея, расположенной на Холборне. Семье принадлежала земля недалеко от Кингстон-апон-Халла в Йоркшире, где Лоусон, возможно, получил образование в юности. Он посещал лекции в колледже Грэшем, где часто заседало Лондонское королевское общество.
После того, как знакомый в Лондоне заверил его, что «Каролина — лучшая страна», Лоусон решил отправиться в североамериканские колонии. Хотя Лоусон не назвал имени своего информатора, есть свидетельства, что это был либо Кристофер Гейл, уроженец Йоркшира и чиновник в северной части Каролины, либо Джеймс Мур из Чарльз-Тауна, который в то время находился в Лондоне и добивался губернаторства. Мур уже был другом Лоусона, и он предоставил ему бесплатный проезд на принадлежащем ему корабле, который собирался отплыть в Каролину. Он также познакомил его с окрестностями города после того, как они прибыли 15 августа 1700 года в Чарльз-Таун.

### Исследование Каролины
Начиная с 28 декабря 1700 года Лоусон участвовал в небольшой экспедиции, которая проследовала из Чарльз-Тауна во внутренние районы континента. Вместе с пятью другими англичанами и тремя индейскими проводниками он отправился в двухмесячную экспедицию на каноэ вверх по реке Санти, чтобы исследовать тогда ещё неизведанную территорию к северу от Чарльз-Тауна. Лоусон внимательно изучал растительность, дикую природу и, в частности, множество индейских племён, с которыми ему довелось столкнуться. Он преодолел более 960 км по дикой местности, закончив свое путешествие недалеко от устья реки Памлико на территории, которая позже стала провинцией Северная Каролина.
После своей экспедиции Лоусон поселился недалеко от реки Памлико, где зарабатывал на жизнь межеванием участков. Он сыграл важную роль в основании двух первых постоянных европейских поселений в Северной Каролине: Бата и Нью-Берна. 8 марта 1705 года Бат стал первым городом, включённым в состав территории, которая впоследствии стала провинцией Северная Каролина. Часть присоединённых земель принадлежала лично Лоусону. Он стал одним из первых городских комиссаров. Позже он стал секретарём суда и государственным регистратором округа Бат. Во время своего долгого путешествия по Каролине Лоусон вёл обширный дневник. Помимо подробных заметок о разнообразной и обильной флоре и фауне региона — Лоусон описал около 110 видов птиц Каролины и множество деревьев и кустарников, он также составил небольшой словарь нескольких индейских языков. Описывая индейцев он отмечал, что «несмотря на нашу религию и образование, у нас больше моральных недостатков и пороков, чем у этих дикарей».

### В Лондоне
В начале 1709 года Лоусон отплыл в Лондон, чтобы организовать печатание написанной им книги, а также обсудить с лордами-собственниками планы по расселению группы беженцев в Каролине. Он собрал свои заметки и наблюдения во всеобъемлющее повествование. Его работа содержала введение, записи, общее описание Каролины, заметки о состоянии колонии, её естественную историю и подробные наблюдения за индейскими племенами. Книга имела большой успех. Было опубликовано несколько изданий, включая переводы на немецкий и французский языки. Популярность книги, которая была названа «Новое путешествие в Каролину», способствовала привлечению многих иммигрантов в колонию. Книга Лоусона до сих пор является одним из лучших отчётов о путешествиях по американским колониям начала XVIII века.
Находясь в Лондоне, Лоусон организовал группу немецких иммигрантов из Курпфальца для поселения в Каролине. Британские власти пригласили протестантских беженцев в Англию для дальнейшего переезда в свои колонии. Иммигранты спасались от продолжительных трудностей на своей родине из-за рекордных холодов и французского вторжения. Лоусон также представлял колонию перед британским правительством в пограничном споре с Виргинией. В июле 1709 года лорды-собственники назначили его и Эдварда Мозли уполномоченными от Каролины, чтобы уладить длительные пограничные разногласия с соседней колонией.

### Возвращение в Каролину
Лоусон вернулся в Каролину 27 апреля 1710 года, сопровождая около шестисот немецких иммигрантов, чтобы основать город Нью-Берн на реке Нус. Путешествие в Северную Америку оказалось тяжёлым — лишь около половины всех иммигрантов дожили до места прибытия. Также в 1710 году Лоусон совершил несколько поездок из Нью-Берна в Уильямсберг. Он помогал королевской комиссии, которая пыталась установить точную границу между Виргинией и Каролиной. Было проведено несколько встреч, и Лоусон высказал некоторые замечания относительно того, где должна проходить граница, но соглашения достичь так и не удалось.
В следующем году отношения между британскими поселенцами и индейскими племенами ухудшились. Многие были возмущены вторжением новых колонистов на их охотничьи угодья, а также тем, что их женщин и детей похищали и обращали в рабство. К тому же английские торговцы часто обманывали индейцев. В конце лета 1711 года Лоусон и его компаньон Кристоф фон Граффенрид запланировали путешествие из Нью-Берна вверх по реке, чтобы попытаться обнаружить её исток и определить насколько она судоходна. Они надеялись, что этот водный путь обеспечит маршрут для торговли с Виргинией. Но экспедиция была остановлена большой группой индейцев тускарора, которые взяли их в плен и некоторое время удерживали, прежде чем освободить фон Граффенрида, думая, что он губернатор. Джон Лоусон был подвергнут пыткам и казнён. Вскоре после его гибели напряжённость между индейцами и поселенцами переросла в вооружённый конфликт, который стал известен как Тускарорская война.